# Darjeeling Himalayan Railway
| |                     |                                 |                                 |
| Streckenlänge: | 86 km               |                                 |                                 |
| Spurweite: | 610 mm (2-Fuß-Spur) |                                 |                                 |
| |                     |                                 |                                 |
| \| \| -4,? \| New Jalpaiguri (seit 1962) \| 95,7m \| \| \| \| Breitspurstrecke \| \| \| \| 0,0 \| Shiliguri Town \| 121,3m \| \| \| \| Strecke bis 1962 \| \| \| \| 2,4 \| Shiliguri Junction \| 121,6m \| \| \| \| \| \| \| \| \| Breitspurstrecke \| \| \| \| \| \| nach Kashanganj \| \| \| 11,7 \| Sukna \| 155,8m \| \| \| \| \| \| \| \| \| Kehrschleife 1 (1883–1991) \| \| \| \| \| \| \| \| \| 19,9 \| Rangtong \| 427,9m \| \| \| \| \| \| \| \| \| Spitzkehre 1 \| \| \| \| \| Kehrschleife 2 (1883–1942) \| \| \| \| \| \| \| \| \| \| Chunbati Kehrschleife 3 \| \| \| \| \| Spitzkehre 2 \| \| \| \| \| Spitzkehre 3 \| \| \| \| 30,6 \| Tindharia \| 860,1m \| \| \| \| Spitzkehre 4 \| \| \| \| \| Kehrschleife 4 Agony Point \| \| \| \| \| Spitzkehre 5 \| \| \| \| \| Gayabari \| \| \| \| \| Spitzkehre 6 \| \| \| \| \| Mahanadi \| \| \| \| \| Kurseong Dampflokschuppen \| \| \| \| 51,1 \| Kurseong \| 1476,5m \| \| \| 58,3 \| Tung \| 1708,7m \| \| \| 66,4 \| Sonada \| 1997,0m \| \| \| 76,0 \| Ghum \| 2257,7m \| \| \| \| Batasia Kehrschleife 5 \| \| \| \| \| \| \| \| \| 81,7 \| Darjiling \| 2076,3m \| \| \| \| Darjiling-Basar (1980 abgebaut) \| \| |                     |                                 |                                 |
| Kopfbahnhof Streckenanfang | -4,?                | New Jalpaiguri (seit 1962)      | 95,7m                           |
| Kreuzung |                     | Breitspurstrecke                | Breitspurstrecke                |
| Bahnhof | 0,0                 | Shiliguri Town                  | 121,3m                          |
| Strecke von links (außer Betrieb) · Abzweig geradeaus und ehemals nach rechts |                     | Strecke bis 1962                | Strecke bis 1962                |
| Strecke (außer Betrieb) · Bahnhof | 2,4                 | Shiliguri Junction              | 121,6m                          |
| Strecke nach links (außer Betrieb) · Abzweig geradeaus und ehemals von rechts |                     |                                 |                                 |
| Kreuzung |                     | Breitspurstrecke                | Breitspurstrecke                |
| Abzweig geradeaus und ehemals nach links |                     |                                 | nach Kashanganj                 |
| Bahnhof | 11,7                | Sukna                           | 155,8m                          |
| Abzweig ehemals geradeaus und nach links · Strecke von rechts |                     |                                 |                                 |
| Strecke von rechts und von rechts (außer Betrieb) · Strecke |                     | Kehrschleife 1 (1883–1991)      | Kehrschleife 1 (1883–1991)      |
| Abzweig ehemals geradeaus und von links · Strecke nach rechts |                     |                                 |                                 |
| Bahnhof | 19,9                | Rangtong                        | 427,9m                          |
| Abzweig ehemals geradeaus und nach links · Strecke von rechts |                     |                                 |                                 |
| Strecke (außer Betrieb) |                     | Spitzkehre 1                    | Spitzkehre 1                    |
| Strecke von rechts und von rechts (außer Betrieb) |                     | Kehrschleife 2 (1883–1942)      | Kehrschleife 2 (1883–1942)      |
| Abzweig ehemals geradeaus und von links · Strecke nach rechts |                     |                                 |                                 |
| Strecke von rechts und von rechts |                     | Chunbati Kehrschleife 3         | Chunbati Kehrschleife 3         |
| Abzweig quer, nach rechts und von links |                     | Spitzkehre 2                    | Spitzkehre 2                    |
| Abzweig quer, nach rechts und von links |                     | Spitzkehre 3                    | Spitzkehre 3                    |
| Bahnhof | 30,6                | Tindharia                       | 860,1m                          |
| Abzweig quer, nach rechts und von links |                     | Spitzkehre 4                    | Spitzkehre 4                    |
| Strecke von rechts und von rechts |                     | Kehrschleife 4 Agony Point      | Kehrschleife 4 Agony Point      |
| Abzweig quer, nach rechts und von links |                     | Spitzkehre 5                    | Spitzkehre 5                    |
| Bahnhof |                     | Gayabari                        | Gayabari                        |
| Abzweig quer, nach rechts und von links |                     | Spitzkehre 6                    | Spitzkehre 6                    |
| Bahnhof |                     | Mahanadi                        | Mahanadi                        |
| Betriebsstelle Streckenanfang und quer · Abzweig geradeaus und von rechts |                     | Kurseong Dampflokschuppen       | Kurseong Dampflokschuppen       |
| Abzweig geradeaus und nach links · Kopfbahnhof Streckenende und quer | 51,1                | Kurseong                        | 1476,5m                         |
| Bahnhof | 58,3                | Tung                            | 1708,7m                         |
| Bahnhof | 66,4                | Sonada                          | 1997,0m                         |
| Bahnhof | 76,0                | Ghum                            | 2257,7m                         |
| Strecke von rechts und von rechts |                     | Batasia Kehrschleife 5          | Batasia Kehrschleife 5          |
| Abzweig geradeaus und ehemals nach links · Strecke von rechts (außer Betrieb) |                     |                                 |                                 |
| Kopfbahnhof Streckenende · Strecke (außer Betrieb) | 81,7                | Darjiling                       | 2076,3m                         |
| Betriebs-/Güterbahnhof Streckenende (Strecke außer Betrieb) |                     | Darjiling-Basar (1980 abgebaut) | Darjiling-Basar (1980 abgebaut) |

Die Schmalspurbahn Darjeeling Himalayan Railway (Darjilingbahn, DHR) ist eine schmalspurige Eisenbahn der Spurweite 610 mm (2 Fuß) in Indien, die von Shiliguri nach Darjiling führt und von der Indischen Staatsbahn betrieben wird. Sie wird, wie auch andere indische Schmalspurbahnen, Toy Train (engl. Spielzeugeisenbahn) genannt.
Das Unternehmen wurde nach der von der indischen Regierung 1926 eingeführten Indian Railway Classification als Eisenbahn der Klasse II eingestuft.

## Strecke

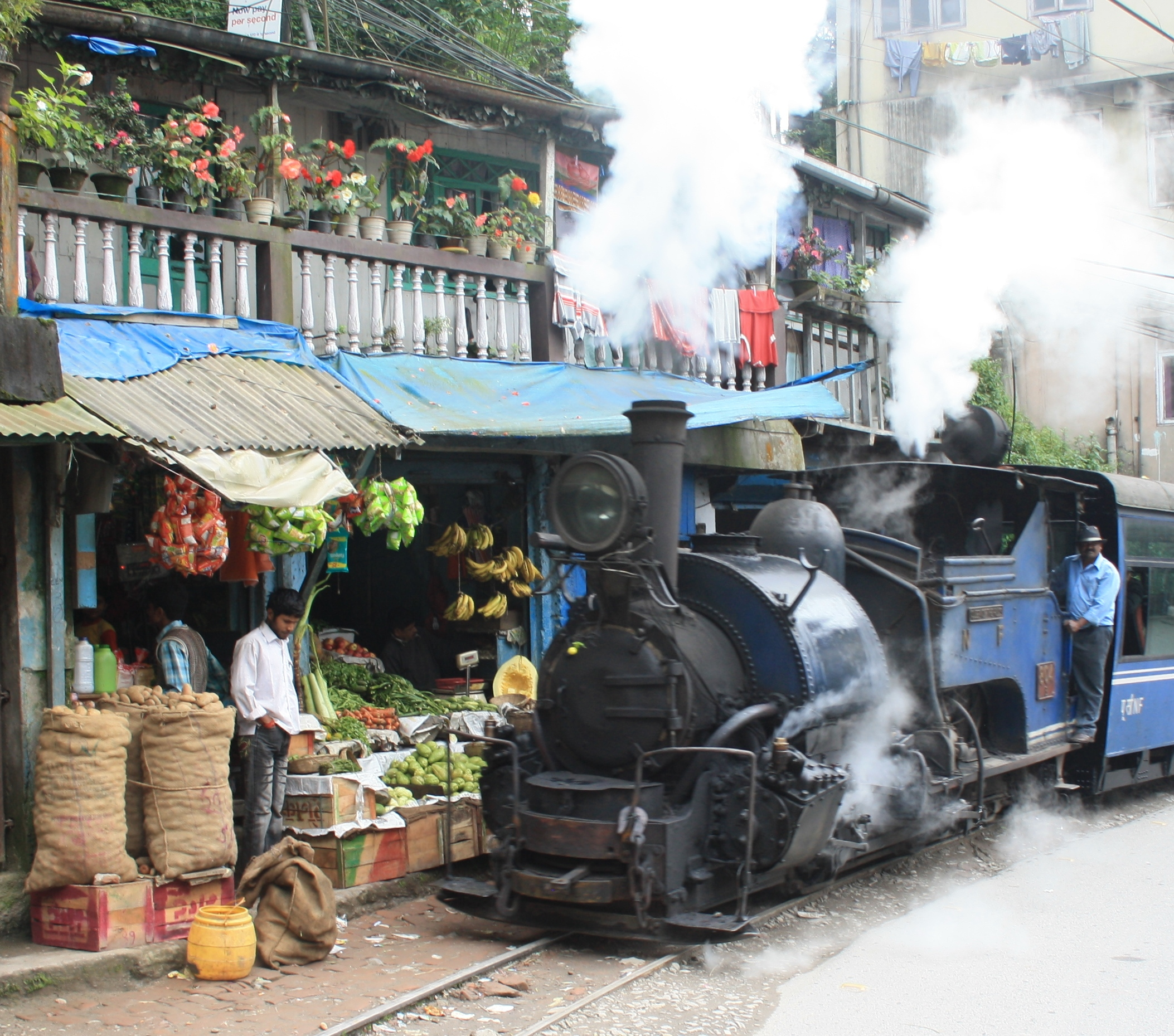
Der Zug fährt dicht an einem Obstladen am Straßenrand vorbei

1878 legte Franklin Prestage von der Eastern Bengal Railway der  Regierung von Bengalen einen detaillierten Plan zum Bau einer Schmalspurbahn von Shiliguri nach Darjeeling vor, der vom Vizegouverneur Ashely Eden genehmigt wurde. 1879 gründete Prestage die Darjeeling Steam Tramway Company, die 1881 mit Fertigstellung der Strecke ihren heutigen Namen bekam.
Die Bahnstrecke wurde zwischen 1879 und 1881 gebaut und verläuft meist am Straßenrand der Hill Cart Road. Sie überwindet auf 86 km Länge einen Höhenunterschied von über 2.000 m. Die Strecke mit den zwölf Bahnhöfen führt über 554 Brücken und durch einen einzigen kurzen Tunnel. Die mittlere Steigung beträgt 44 ‰, an der steilsten Stelle 56 ‰. Außerdem wurden sechs doppelte Spitzkehren und drei Kreiskehrschleifen eingebaut an den Stellen, an denen die Steigung der Straße zu groß ist und die Bahn deshalb der Straße nicht folgen kann. Von den 873 Kurven hat die engste einen Radius von nur 13 Metern.
Die Züge benötigen für die ganze Strecke planmäßig 6 1/2 Stunden, bei Verspätungen manchmal 10 Stunden. Häufig machen Erdrutsche die Gleise unpassierbar, so dass unterwegs das Verkehrsmittel gewechselt werden muss.
In den Ortschaften entlang der Strecke liegt das Gleis meist in der Straße, so dass die Züge oft mit wenigen Zentimetern Abstand an Häusern und Marktständen vorbeifahren. Die Dieselloks sind mit einem sehr lauten Signalhorn ausgestattet, das auch die Hupen von indischen LKWs deutlich übertönt.
In der Monsunzeit 2010 verschüttete bei km 50 in der Nähe von Pagla Jhora zwischen Mahanadi und Gayabari ein Erdrutsch  die Strecke mitsamt der parallel verlaufenden Straße. Im September unterbrach ein weiterer Erdrutsch  bei Tindharia die Strecke, gefolgt von einem weiteren im Juli 2012.

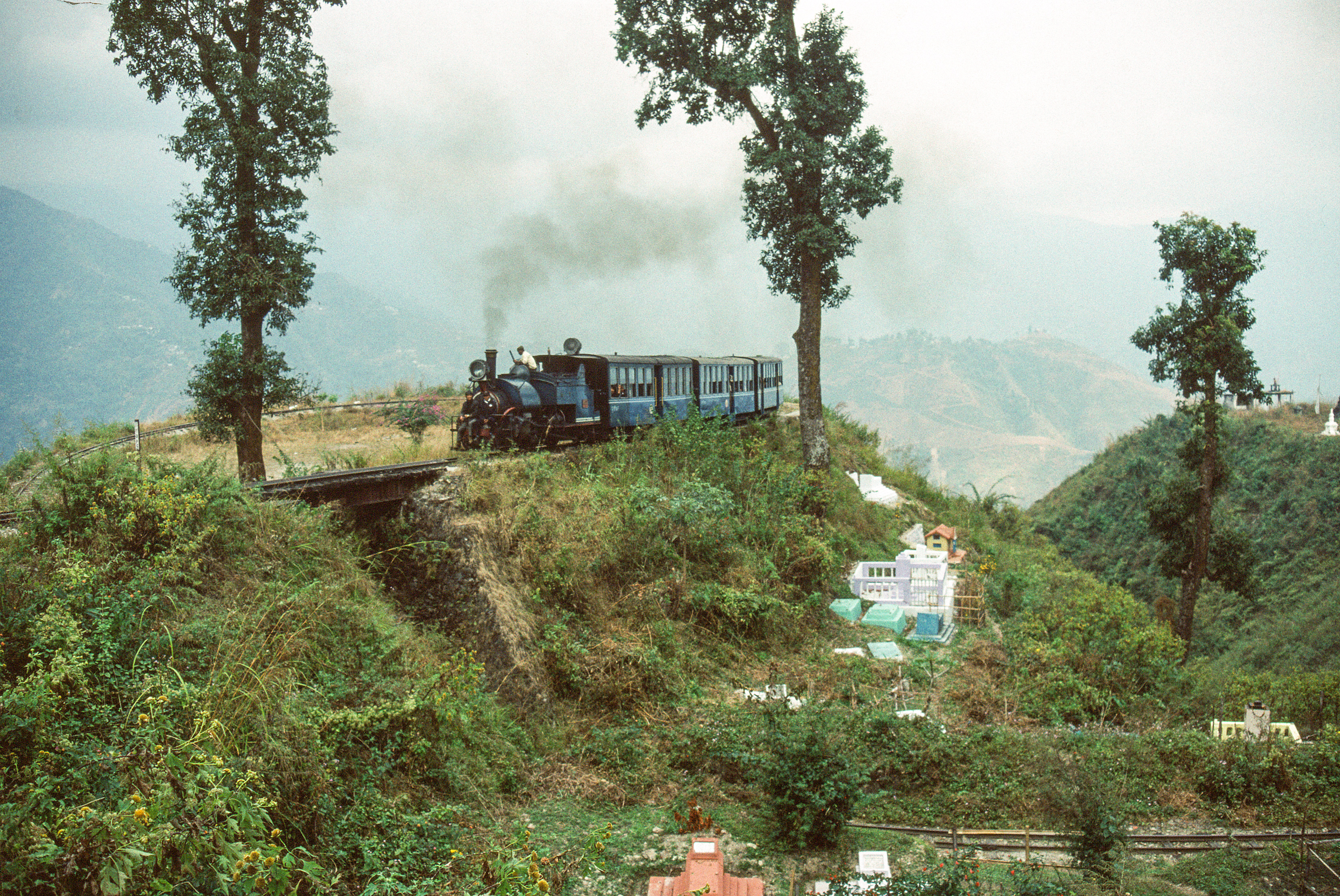
Die Agony Loop-Kreiskehrschleife ist eines der Wahrzeichen der Bahn

Der Betrieb wurde Anfang 2014 wieder bis Gayabari aufgenommen. Vorerst verkehrte die DHR nur noch auf den Abschnitten Darjeeling–Kurseong mit zwei täglichen Zugpaaren, meist dieselbespannt, und Chunbati–Shiliguri Junction mit dem täglichen dieselbespannten Dschungel-Safari-Zug; außerdem verkehrten täglich vier dampfbespannte Zugpaare zwischen Darjeeling und Ghum für Touristen.
Seit 2. Dezember 2015 gibt es wieder planmäßigen Verkehr auf der Gesamtstrecke. Montags, mittwochs und freitags verkehrt ein dieselbetriebener Zug von New Jalpaiguri nach Darjeeling, dienstags, donnerstags und samstags in die Gegenrichtung. Zusätzlich verkehren zwischen Darjeeling und Ghum täglich drei Dampf- und drei Dieselzüge in jede Richtung. Zwischen Darjeeling und Kurseong verkehrt der Dampfzug Red Panda und ein Dieselzug. Zwischen Kurseong und Mahanadi verkehrt der Dampfzug Himalayan on Wheels. Zwischen Shiliguri und Rangtong verkehrt der Dampfzug Jungle Safari. Alle Züge sind platzkartenpflichtig.

## Züge und Lokomotiven
Bis heute werden die Personenzüge zwischen Darjiling und Ghum von Dampflokomotiven gezogen, während Züge, welche die anderen Streckenteile befahren, mit Diesellokomotiven bespannt sind. Personenzüge bestehen neben der Lokomotive in der Regel aus drei Waggons: einem Gepäckwagen, einem Wagen für die erste Klasse mit Brokatsitzen und einem für die zweite, recht komfortable Klasse. Die Touristenzüge bestehen aus zwei Wagen für die erste Klasse.

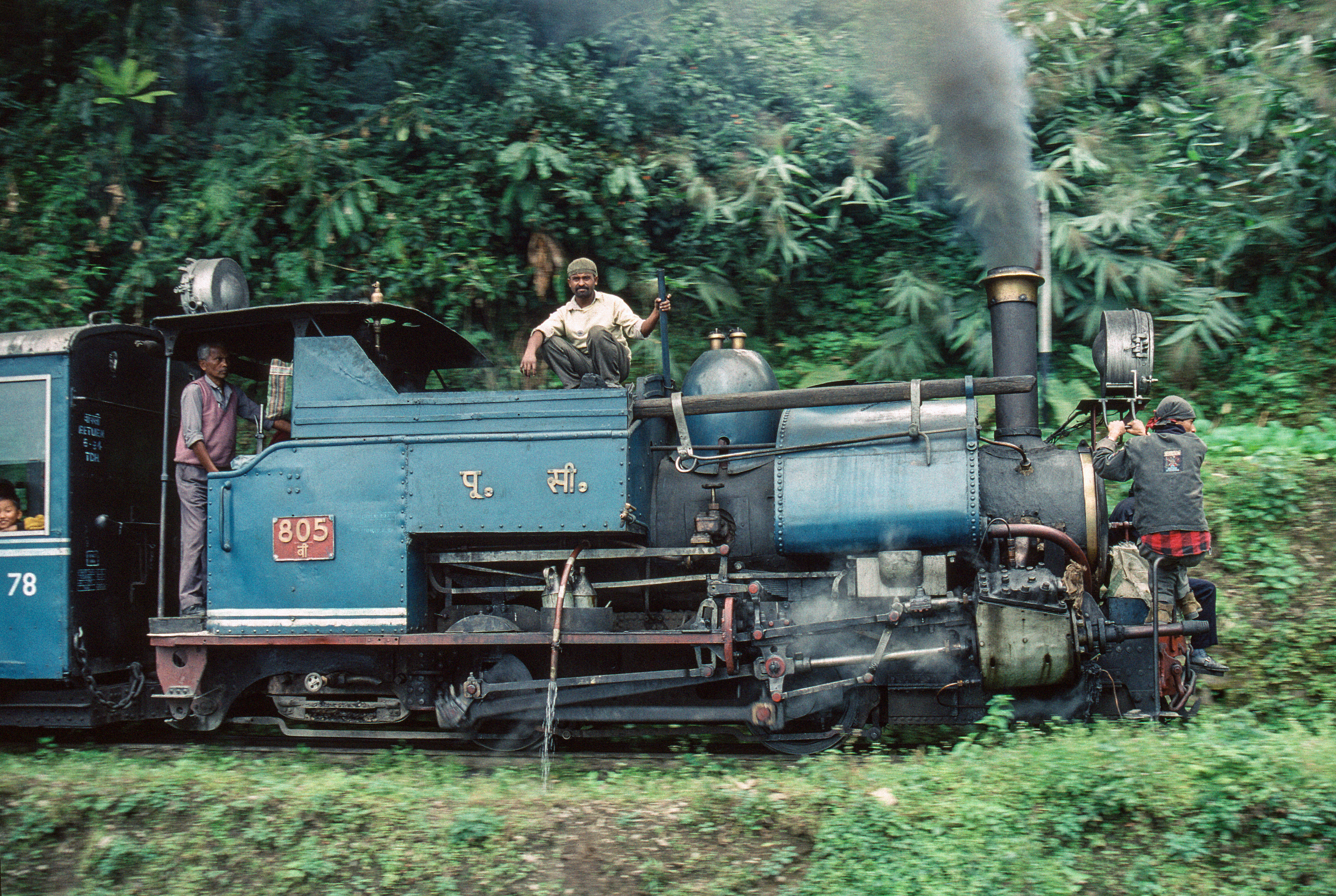
Lokomotive 805 in voller Fahrt (1993)

### Dampflokomotiven
Die bis heute im Einsatz stehenden Tenderlokomotiven der DHR B Class mit der Achsfolge B n2t, an deren Konstruktion maßgeblich Franklin Prestage beteiligt war, sind eines der Wahrzeichen der Darjeeling Himalayan Railway. Von den ursprünglich 34 von verschiedenen Herstellern in den Jahren 1889 bis 1927 gebauten Lokomotiven waren 2005 noch 12 Exemplare vorhanden, einige davon betriebsfähig.
Die 14 Tonnen schweren, zweiachsigen Lokomotiven entwickeln eine Leistung von 140 PSi. Sie sind besonders durch ihren offenen Führerstand und den typisch englischen Satteltank auf dem Kessel unverwechselbar.
Die Schlepptenderlokomotive DHR 778 ist als Museumslokomotive in Großbritannien betriebsfähig erhalten geblieben.
| Betriebsnummer (Indian Railways) | Betriebsnummer (DHR) | Baujahr   | Hersteller                       | Fabriknummer               | Anmerkung                                                              |
| -------------------------------- | -------------------- | --------- | -------------------------------- | -------------------------- | ---------------------------------------------------------------------- |
| 777–778                          | 17–20                | 1889      | Sharp, Stewart and Company       | 3516–3519                  |                                                                        |
| 779–780                          | 21–22                | 1892      | Sharp, Stewart and Company       | 3882–3883                  |                                                                        |
| —                                | 23                   | 1896      | Sharp, Stewart and Company       | 4197                       |                                                                        |
| 781–783                          | 24–26                | 1899      | Sharp, Stewart and Company       | 4560–4561                  |                                                                        |
| 784–785                          | 27–28                | 1903      | Sharp, Stewart and Company       | 4977–4978                  |                                                                        |
| —, 786                           | 29–30                | 1904      | North British Locomotive Company | 19211–16212                |                                                                        |
| —                                | 31                   | 1910      | Beyer-Peacock                    | ?                          | Einzelstück Bauart Garratt                                             |
| 787–788                          | 32–33                | 1913      | North British Locomotive Company | 20143–20144                | Nr. 787 2002 auf Ölfeuerung umgerüstet, seit 2011 wieder Kohlefeuerung |
| 789–791                          | 34–36                | 1914      | North British Locomotive Company | 20638–20640                |                                                                        |
| 792–794                          | 39–41                | 1917      | Baldwin Locomotive Works         | 44912–44914                |                                                                        |
| 795–797                          | 42–44                | 1919–1925 | DHR Tindharia-Werkstätten        | —                          |                                                                        |
| 798–801                          | 45–48                | 1925      | North British Locomotive Company | 23291–23293, 23301         |                                                                        |
| 802                              | 49                   | 1927      | North British Locomotive Company | 23291–23293, 23301         |                                                                        |
| 803–806                          | 50–53                | 1925      | North British Locomotive Company | 23304, 23302, 23300, 23303 |                                                                        |

### Diesellokomotiven
Die heute eingesetzten sechs Diesellokomotiven mit den Betriebsnummern 600 – 605 entsprechen der Baureihe NDM-6.

## Weltkulturerbe
Die Bahn ist seit 1999 Welterbe der UNESCO. Dieses wurde 2005 um die Nilgiri Mountain Railway und 2008 um die Kalka-Shimla Railway erweitert und wird seither unter dem Oberbegriff Gebirgseisenbahnen in Indien geführt. Als die Darjeelingbahn längere Zeit nicht durchgehend befahrbar war, drohte die UNESCO mit der Aberkennung der Welterbestätte, wenn diese nicht sofort repariert würde.

## Bildergalerie

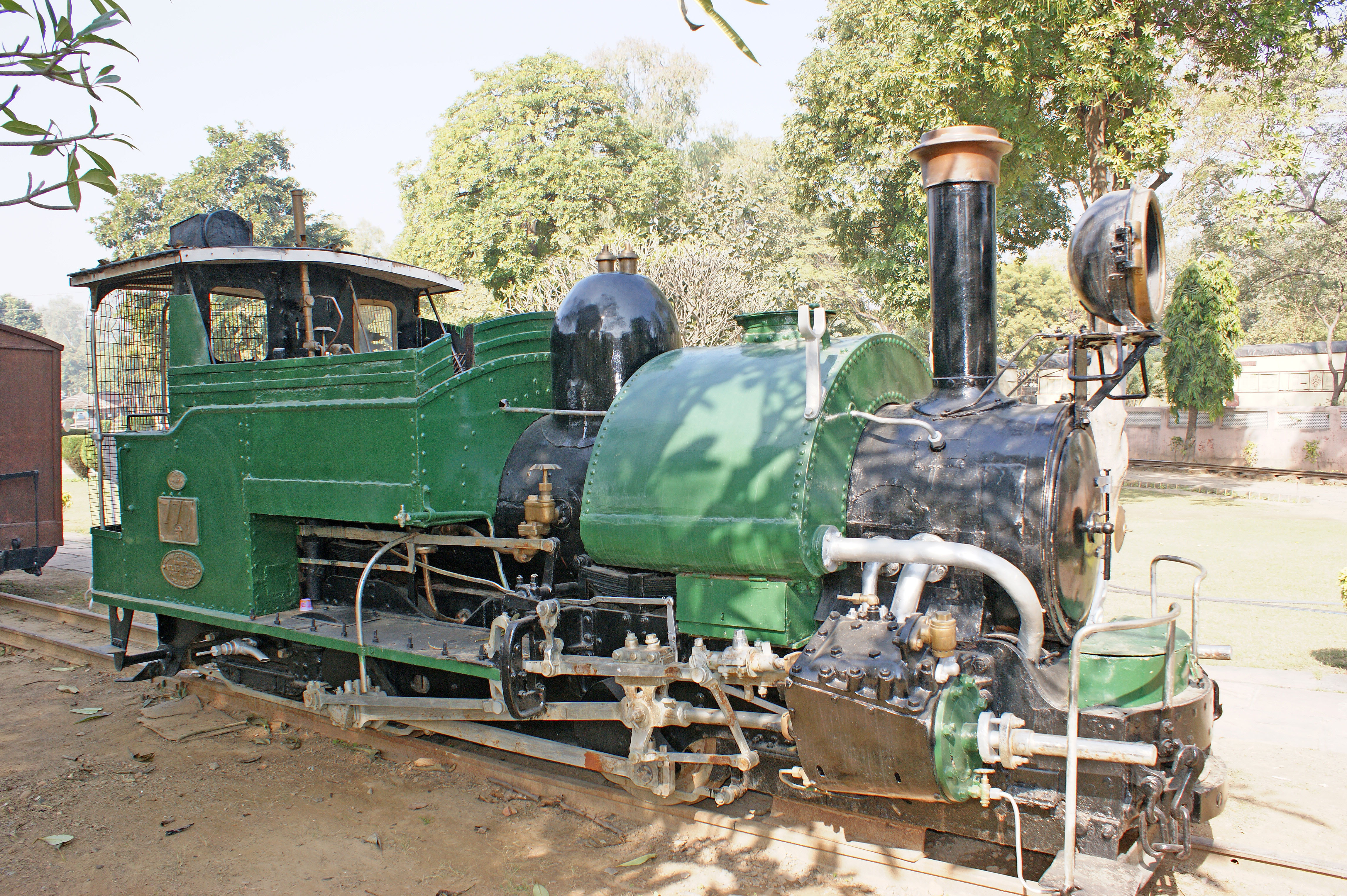
Lok 777 (1889) in der originalen grünen Farbgebung
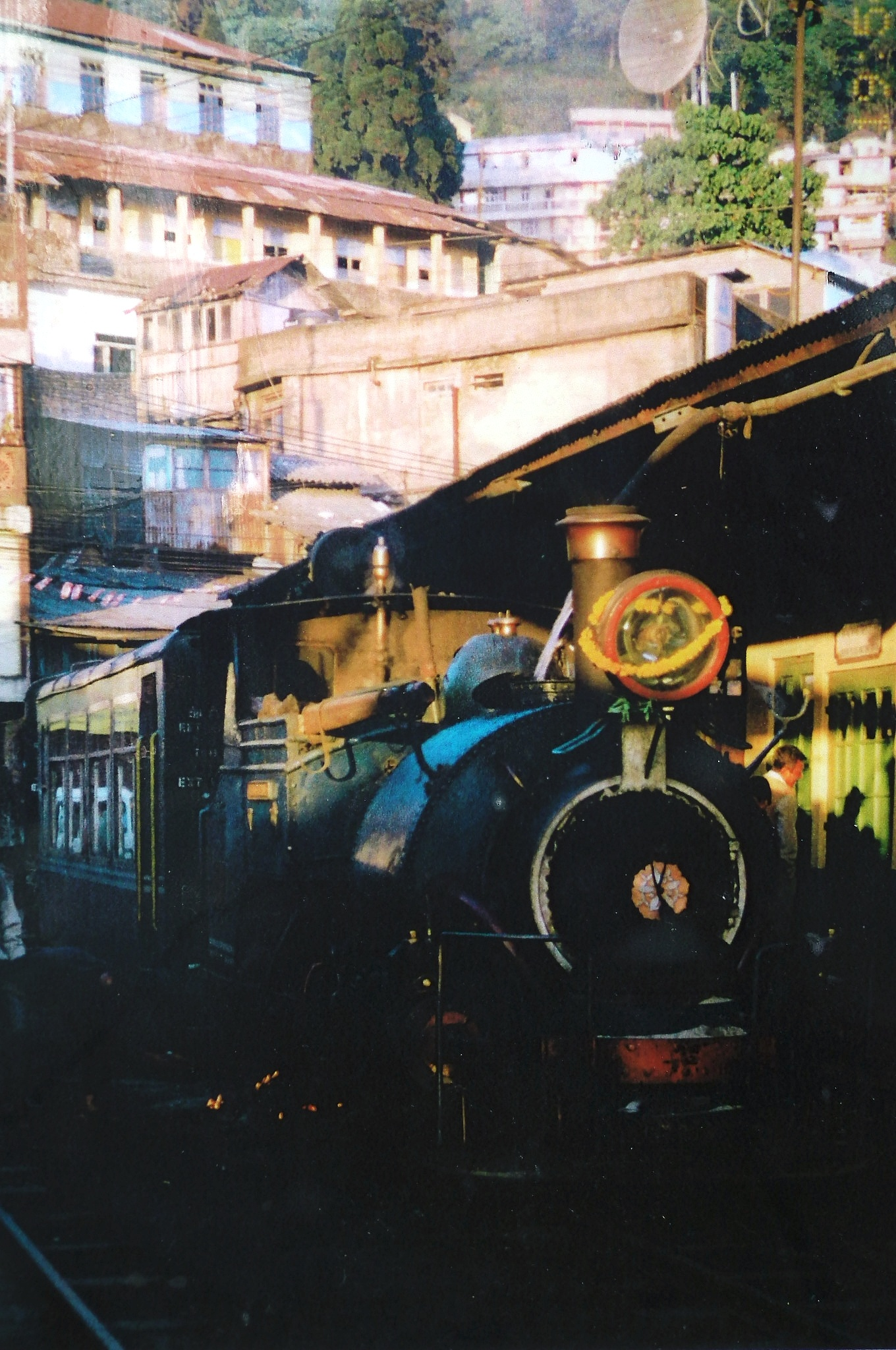
Die DHR in Kurseong (1999)
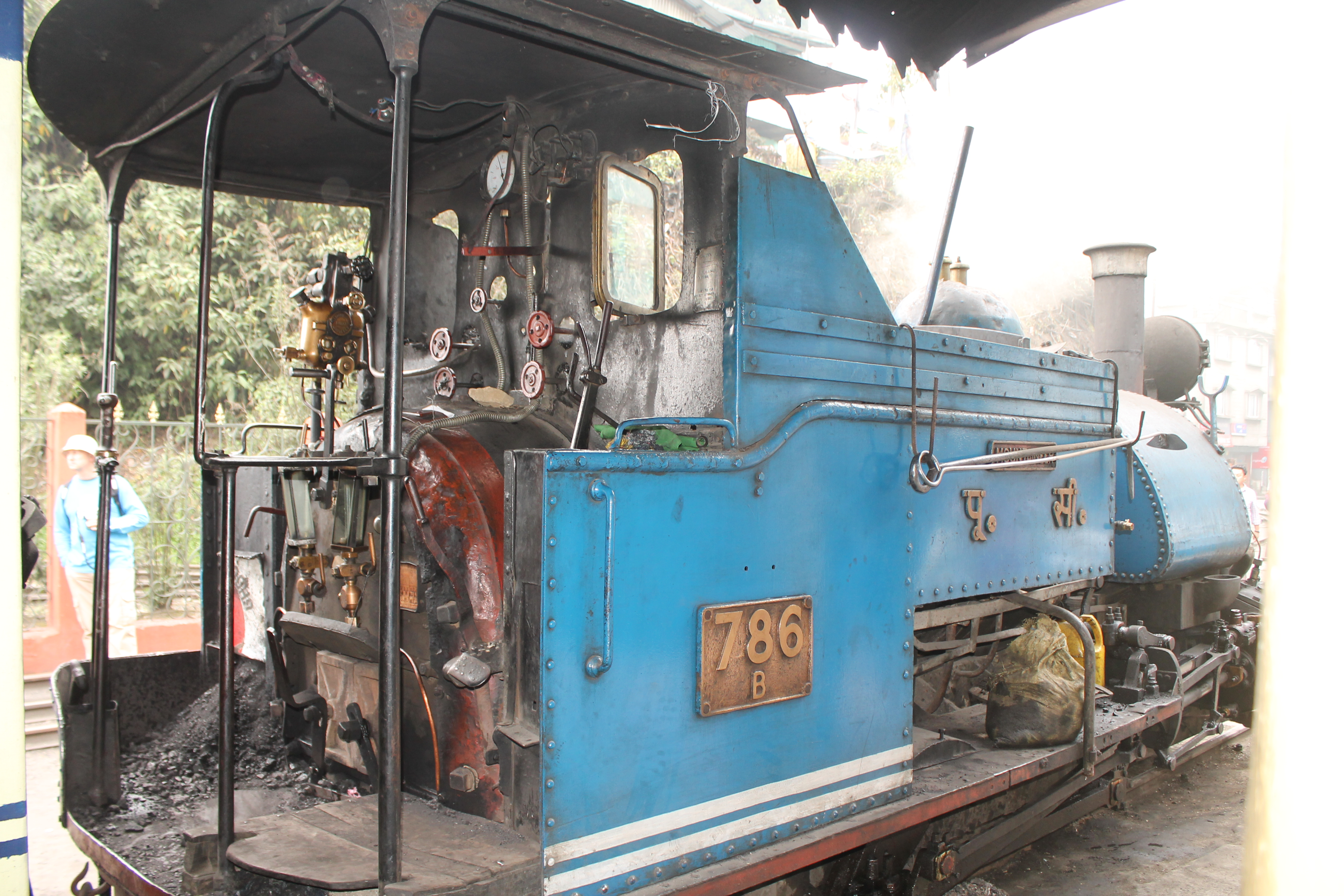
Führerstand von Lokomotive Nr. 786
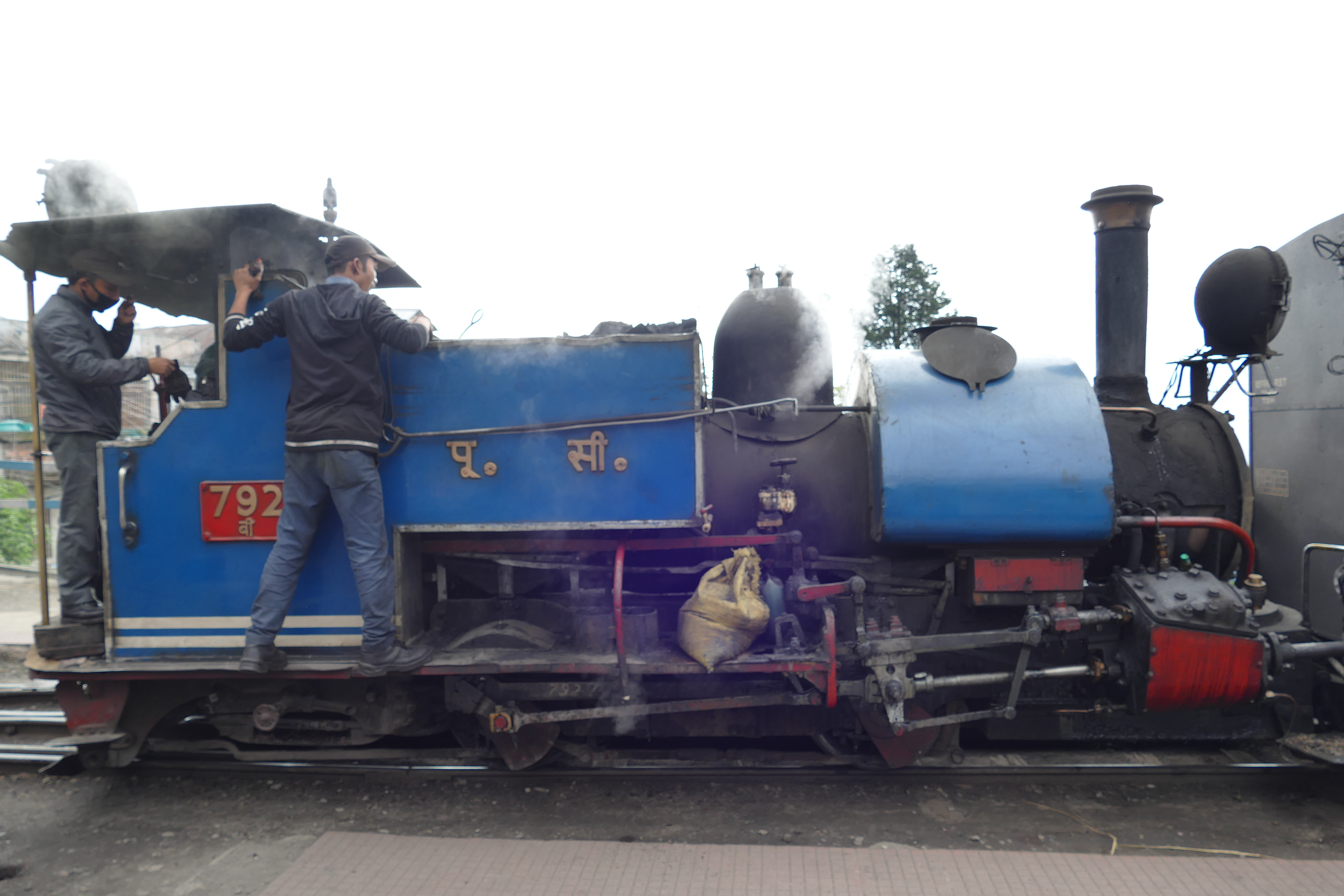
Dampflok der DHR B Class Nr. 792
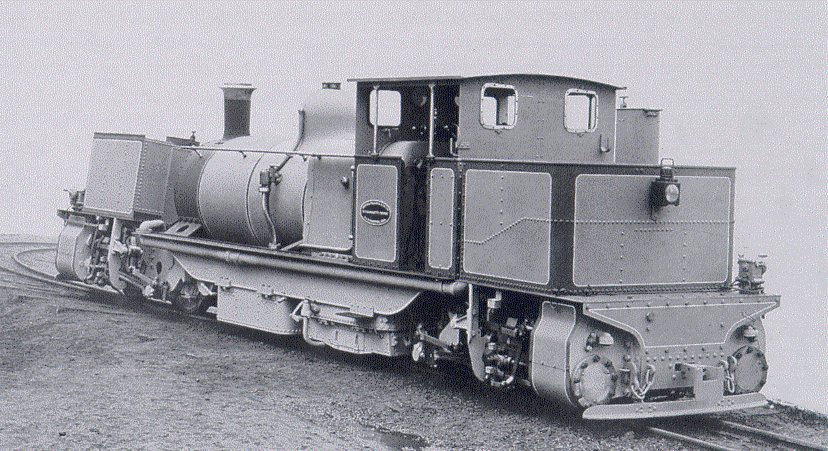
Klasse D-Lokomotive Bauart Garratt, von 1911 bis 1954 im Einsatz
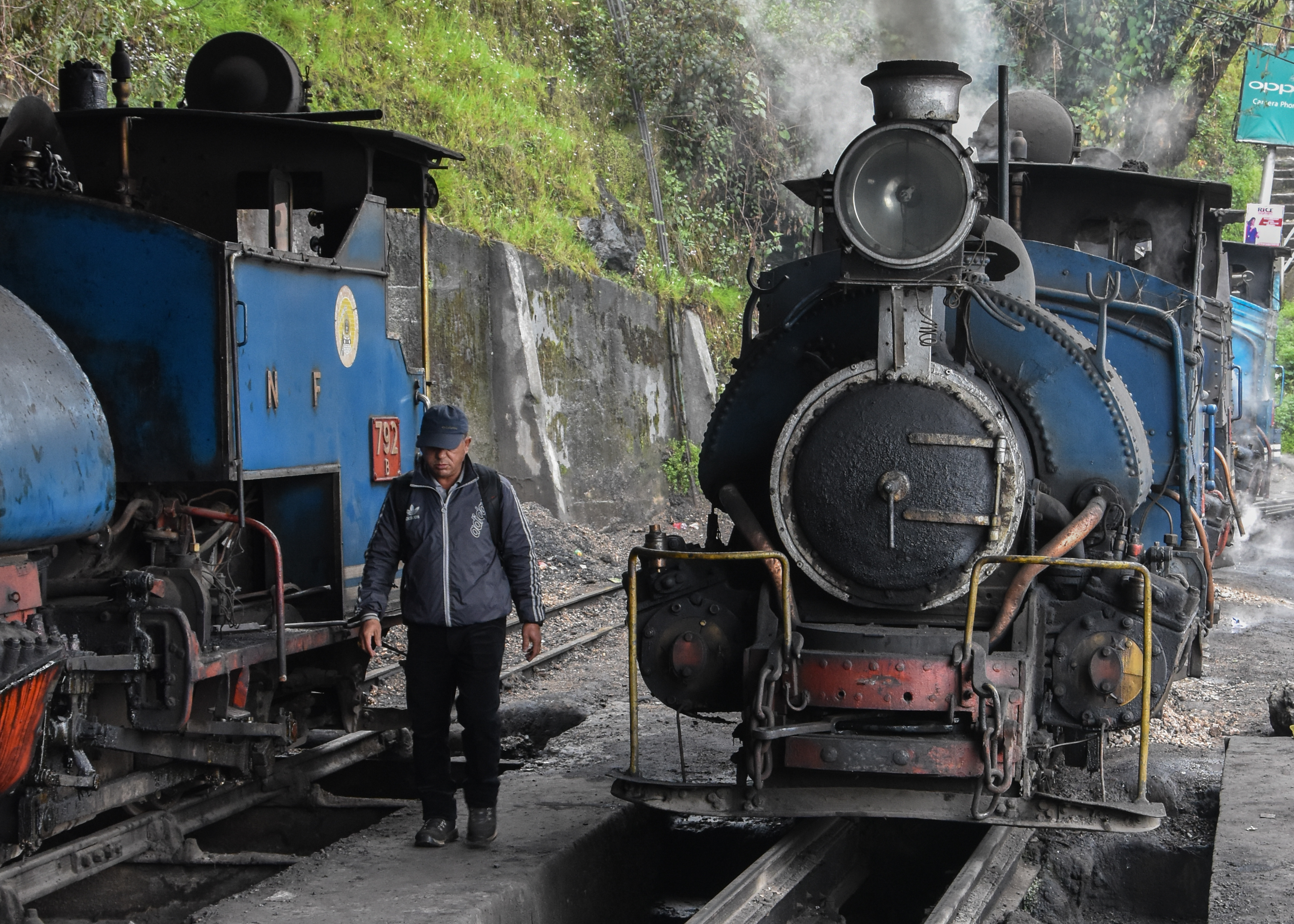
Dampflokomotiven im Depot
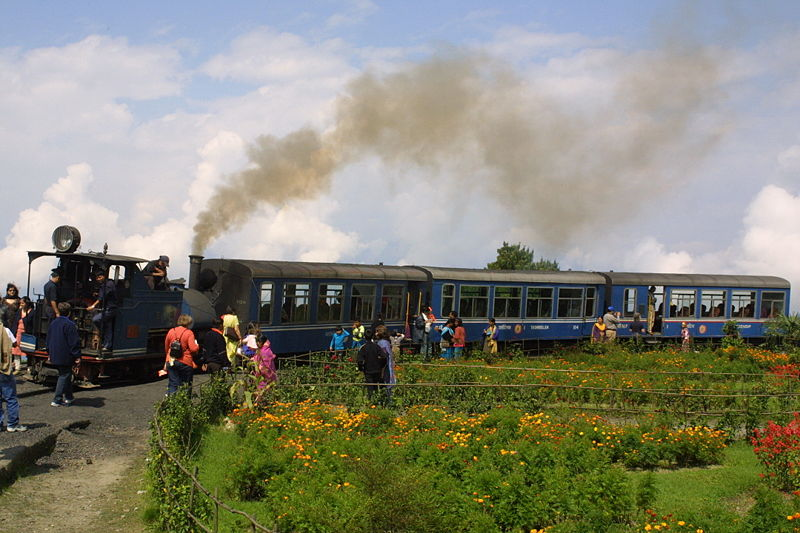
Der Toy Train unterwegs
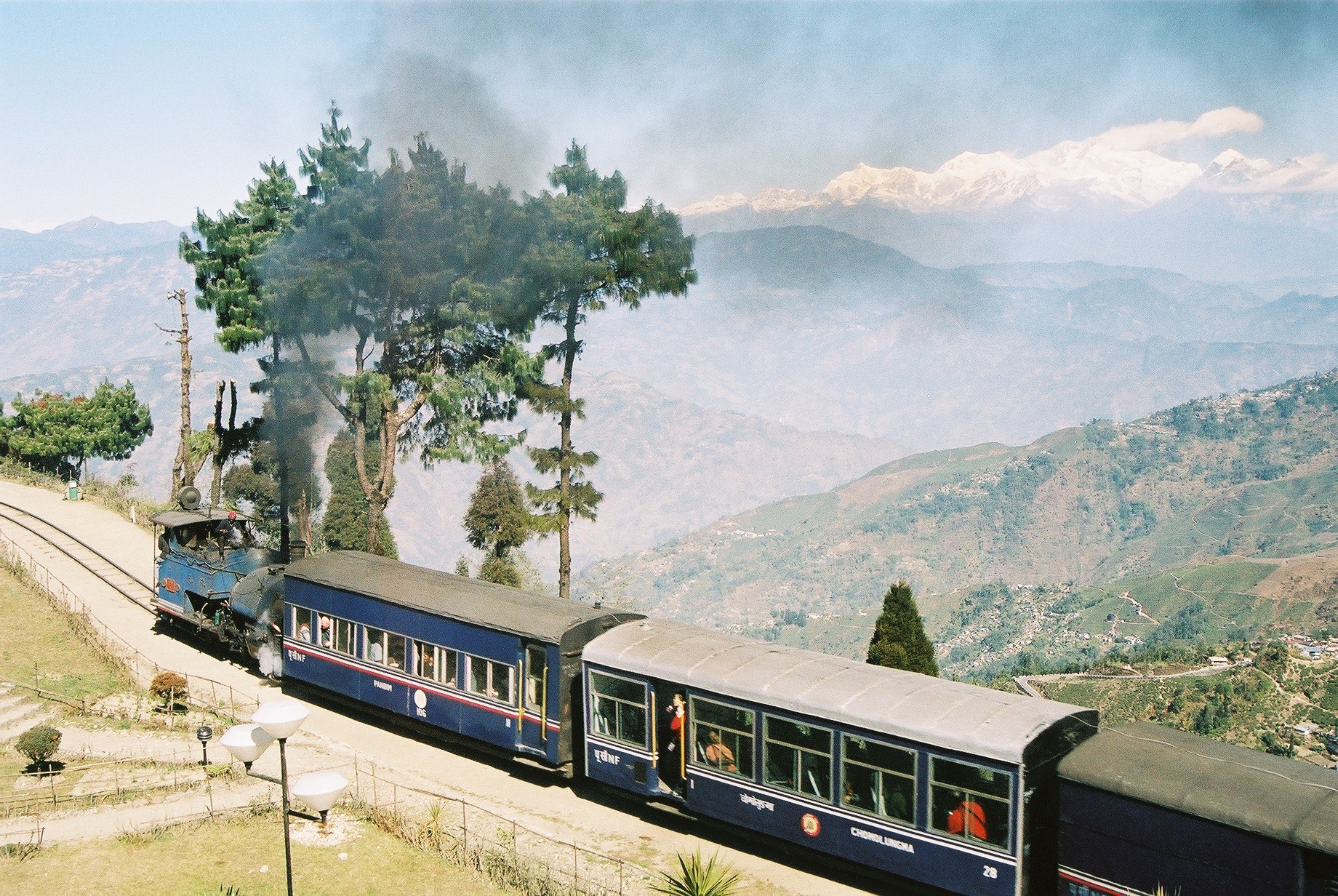
Zug beim Batasia Loop mit dem Kangchendzönga im Hintergrund
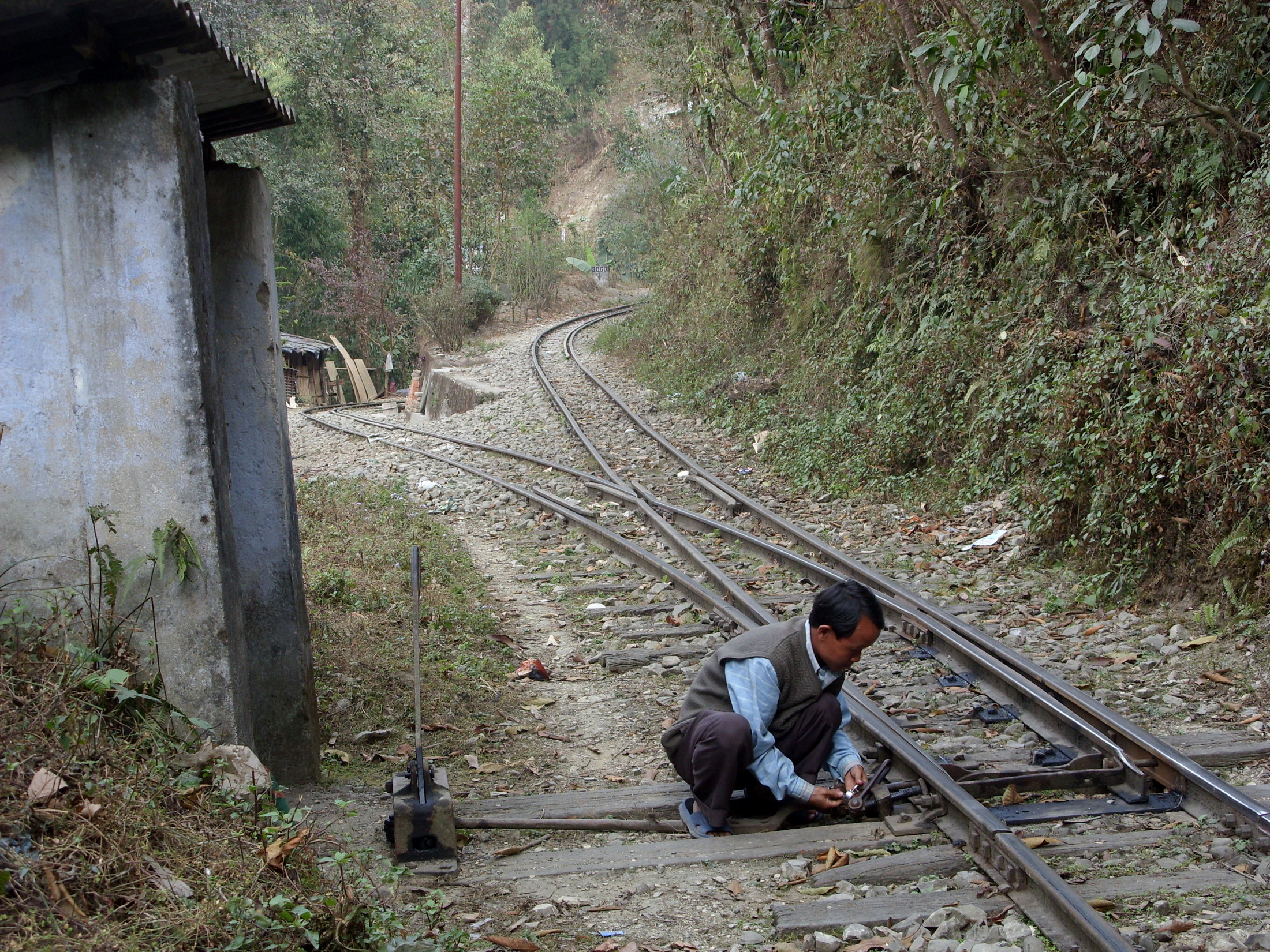
Ein Bahnarbeiter stellt die Weiche an einer Spitzkehre
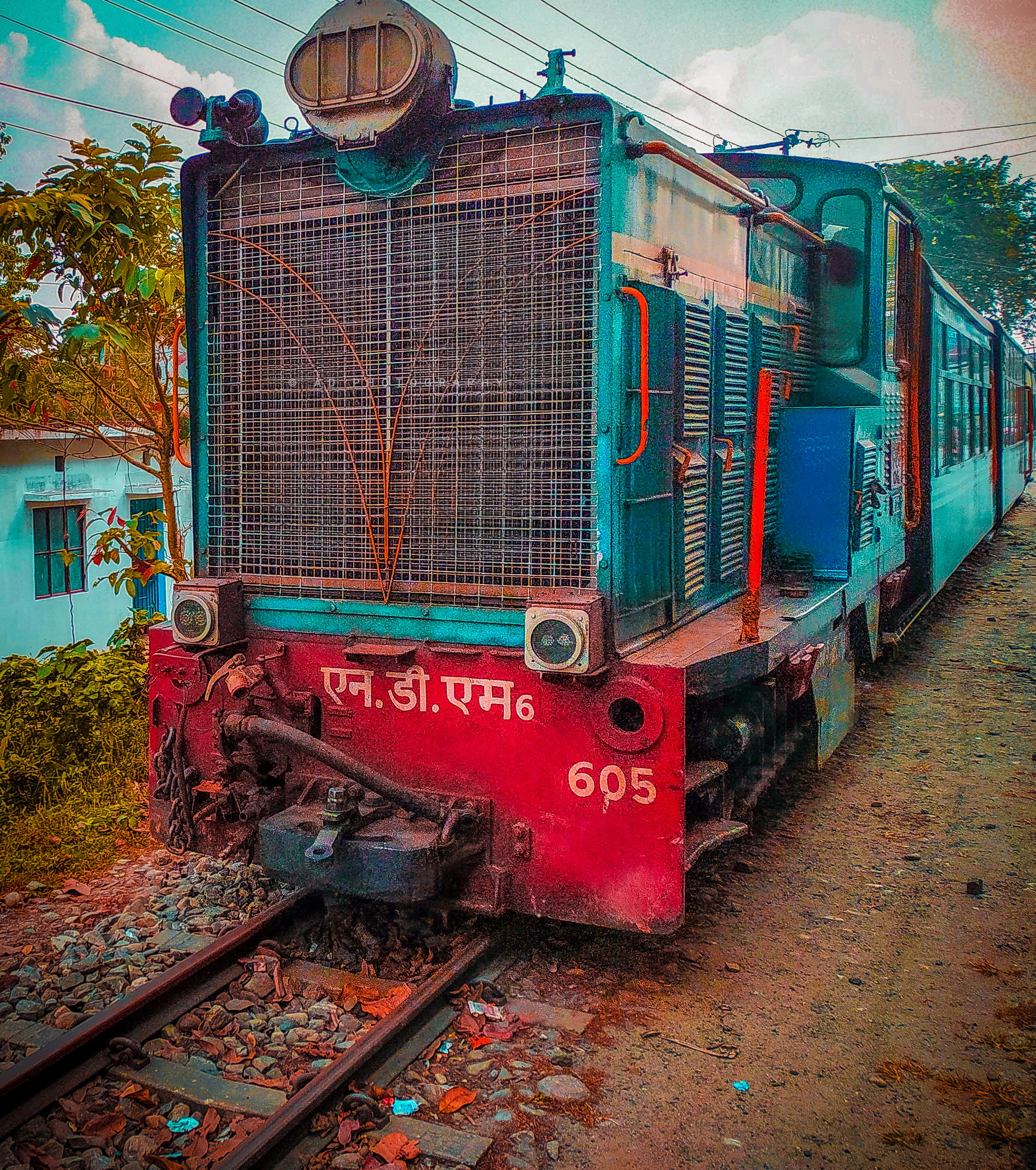
Diesellokomotive
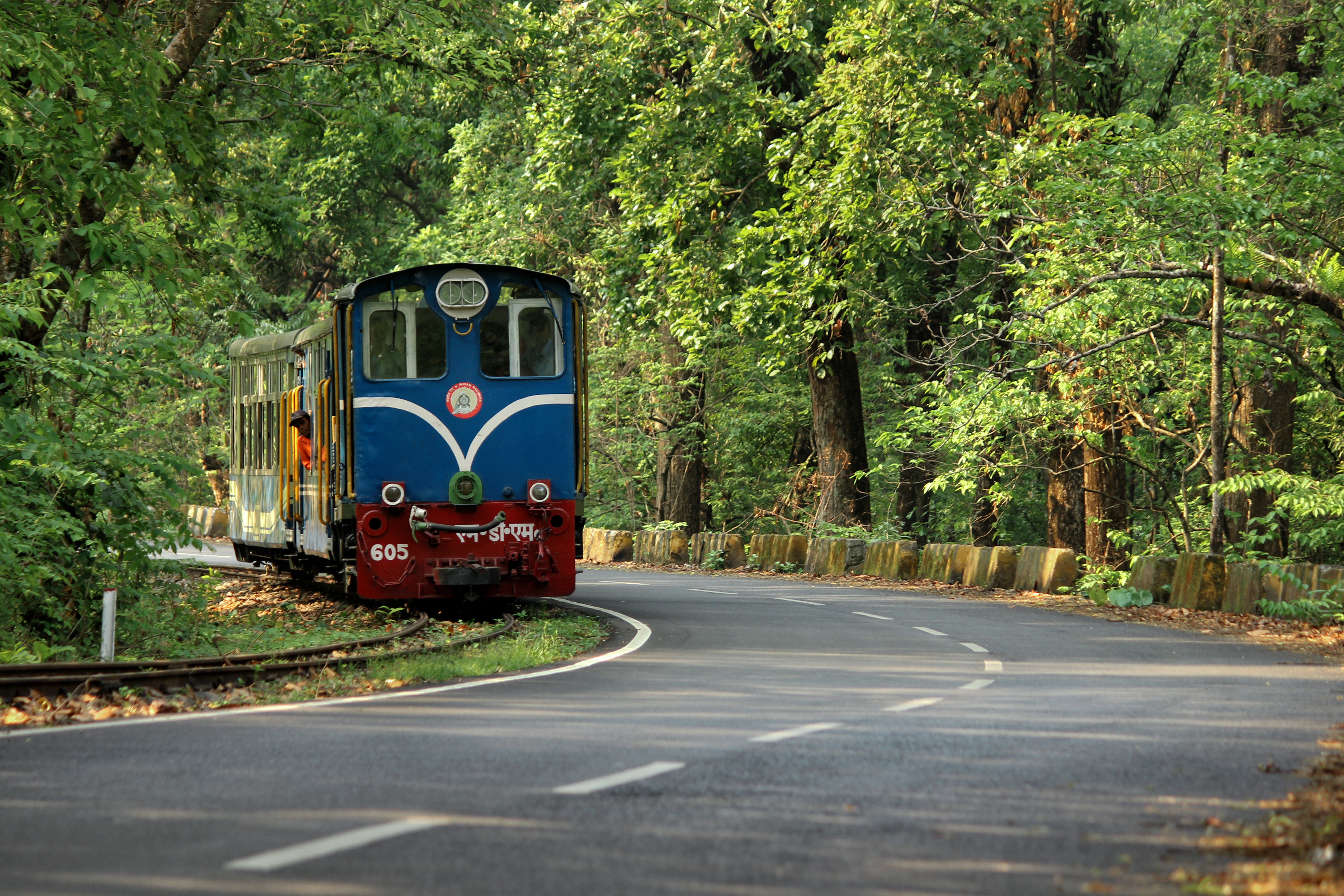
Der Toy Train mit Diesellokomotive